# ياغو بيسيرو
ياغو بيسيرو بيريرو (بالإسبانية: Iago Beceiro)‏ (من مواليد 15 مارس 1993) هو لاعب كرة قدم إسباني، يلعب لنادي ديبورتيفو لاكورونيا ب في إسبانيا، في مركز المهاجم.

## وصلات خارجية
- ياغو بيسيرو على موقع قاعدة بيانات كرة القدم.إي يو (الإنجليزية)
- ياغو بيسيرو على موقع Soccerway.com (الإنجليزية)
- ياغو بيسيرو على موقع كووورة

- BDFutbol profile
- Transfermarkt profile
- Goal.com profile